# مركز جامعة تكساس التكنولوجي للعلوم الصحية في أماريلو
مركز جامعة تكساس التكنولوجي للعلوم الصحية في أماريلو (بالإنجليزية: Texas Tech University Health Sciences Center at Amarillo)‏ هو حرم فرعيّ لمركز جامعة تكساس التكنولوجي للعلوم الصحية يقع في مدينة أماريلو في ولاية تكساس الأمريكية.
للجامعة موقعان في أماريلو: أحدهما يضمّ معهد لورا دبليو بوش لصحة المرأة ومكتبة هارينجتون للعلوم الصحية، والآخر يضمّ الكليّات والعيادات والمرافق البحثية. وقد ظلّ الحرم الجامعيّ في موقعه هذا منذ عام 2002.
وبالرغم من أنّ الحرم الجامعيّ الموجود في مدينة لوبوك يُعدّ الحرم الأساسيّ لكليّات الجامعة المختلفة، إلا أنّ كلية الصيدلة تُشكّل استثناءً للقاعدة؛ إذ إنّ حرمها الأساسيّ موجودٌ في أماريلو بدلاً من لوبوك.